# Esther Muir
Esther Muir, née le 11 mars 1903 à Andes (New York) et morte le 1er août 1995 à Mount Kisco, est une actrice américaine.

## Biographie
Esther Muir est née dans le nord de l'État de New York en 1903, à 18 ans s'installe à New York, à Greenwich Village et devient mannequin. Elle débute au théâtre en 1929 dans la pièce My Girl Friday!. Elle fait une tournée à Londres.
Elle débute au cinéma avec les Marx Brothers en 1937. Elle se marie avec le producteur Busby Berkeley en 1929 et divorce en 1931. Elle se marie avec Sam Coslow au Mexique en 1934, ils divorcent en 1948.

## Filmographie

### Cinéma
- 1929 : Joy Ride : Esther Studebaker (non créditée)
- 1931 : A Dangerous Affair (en) : Peggy
- 1933 : Nuits de Broadway (Broadway Through a Keyhole) de Lowell Sherman : Chorus girl (non créditée)
- 1933 : Le Démon des eaux troubles : Barney's mother
- 1933 : I Love That Man : Babe - Masseuse
- 1933 : Sailor's Luck : Minnie Broadhurst
- 1933 : So This Is Africa : Mrs. Johnson-Martini
- 1933 : Grand Bazar (Sweepings) de John Cromwell : Violet
- 1933 : The Woman Who Dared (en) de Millard Webb : Mae Compton
- 1933 : Wine, Women and Song : Lolly
- 1933 : Amour et Sténographie (Public Stenographer) de Lewis D. Collins : Lucille 'Lucy' Weston
- 1934 : Cœur de tzigane (Caravan) : Beer Garden Band Leader (non créditée)
- 1934 : Picture Brides : Flo Lane, Bleach-Blond Bride
- 1934 : The Party's Over : Tillie (non créditée)
- 1934 : Unknown Blonde : Mrs. Vail
- 1935 : Aller et Retour de Wesley Ruggles : Divorcee (non créditée)
- 1935 : Coronado : Hotel Invitée (non créditée)
- 1935 : Le Mirage de l'amour : Pianist (non créditée)
- 1935 : Le Gai Mensonge : Spellek's Wife (non créditée)
- 1935 : Racing Luck (en) de Sam Newfield : Elaine Bostwick
- 1936 : Furie : Girl in Apartment Listening to Radio (non créditée)
- 1936 : Le Grand Ziegfeld : Burlesque Prima Donna (non créditée)
- 1936 : Le Premier Né (The First Baby) : Tough Guy's Girl (non créditée)
- 1937 : High Hat : Carmel Prevost
- 1937 : Kidnappez-moi, Monsieur! : Panda
- 1937 : Love on Toast : Julie
- 1937 : On Again-Off Again : Nettie Horton
- 1937 : Un jour aux courses : Cokey 'Flo'
- 1937 : Under Suspicion : Frances
- 1938 : Froufrou : femme blonde (non créditée)
- 1938 : Les Deux Bagarreurs (Battle of Broadway) de George Marshall : Opal Updyke
- 1938 : Romance in the Dark : Prima Donna
- 1938 : Sunset Murder Case : Lora Wynne
- 1938 : Sur la pente : Flo Nichols
- 1938 : The Law West of Tombstone (en) : Madame Mustache
- 1938 : Trois Camarades (Three Comrades) de Frank Borzage: Frau Schmidt (non créditée)
- 1938 : Western Jamboree : Duchess
- 1939 : La Grande Farandole : Rôle secondaire (non créditée)
- 1939 : The Girl and the Gambler (en) : Madge
- 1940 : Misbehaving Husbands : Grace Norman
- 1940 : Stolen Paradise : Mrs. Ellen Gordon
- 1941 : Franc jeu de Jack Conway : Prostitute (non créditée)
- 1942 : Au coin de la Quarante-Quatrième rue (The Mayor of 44th Street) d'Alfred E. Green : Hilda, Telephone Operator
- 1942 : X Marks the Spot : Bonnie Bascomb

### Courts-métrages
- 1933 : His Weak Moment
- 1935 : It Always Happens
- 1936 : A Girl's Best Years